# Flagrospira
Flagrospira es un género de foraminífero bentónico de la subfamilia Usbekistaniinae, de la familia Ammodiscidae, de la superfamilia Ammodiscoidea, del suborden Ammodiscina y del orden Astrorhizida. Su especie-tipo es Flagrospira versaria. Su rango cronoestratigráfico abarca el Carniense (Triásico superior).

## Discusión
Clasificaciones previas incluían Flagrospira en el suborden Textulariina del orden Textulariida.

## Clasificación
Flagrospira incluye a la siguiente especie:
- Flagrospira versaria †